# セカンドメッセンジャー
細胞内において、情報伝達物質が受容体に結合すると、新たに別の情報伝達物質が作られ、これが細胞の代謝や変化に影響を及ぼす。この二次的に産生される情報伝達物質のことをセカンドメッセンジャー（英文表記:Second messenger system）という。二次情報伝達物質、二次メッセンジャーとも呼ばれる。

## 例
- カルシウムイオン（カルシウムシグナリング参照）
- サイクリックAMP
- サイクリックGMP
- イノシトールトリスリン酸
- ジアシルグリセロール
- 一酸化窒素